# Frontenac—Addington
Pour les articles homonymes, voir Frontenac et Addington.
Frontenac—Addington fut une circonscription électorale fédérale de l'Ontario, représentée de 1925 à 1953.
La circonscription de Frontenac—Addington a été créée en 1924 avec des parties de Frontenac et de Lennox et Addington. Abolie en 1952, elle fut redistribuée parmi Hastings—Frontenac et Kingston.

## Géographie
En 1924, la circonscription de Frontenac—Addington comprenait:
- Le comté de Frontenac, excluant la cité de Kingston et le village de Portsmouth (en)
- Une partie du comté de Lennox and Addington comprenant les cantons de Camden et d'Ernestown

## Députés
1. 1925-1929 — John Wesley Edwards, CON
2. 1939-1934 — William Spankie, CON
3. 1934-1937 — Colin Alexander Campbell, PLC
4. 1937-1940 — Angus Neil McCallum, PLC
5. 1940-1953 — Wilbert Ross Aylesworth, PC

- CON = Parti conservateur du Canada (ancien)
- PC = Parti progressiste-conservateur
- PLC = Parti libéral du Canada